# Lodowiec Polaków (Argentyna)
Lodowiec Polaków (hiszp. Glaciar de los Polacos) – jeden z lodowców prowadzących do szczytu Aconcagua – najwyższego szczytu Andów. Nazwa pochodzi od polskiej wyprawy z 1934, kierowanej przez Konstantego Narkiewicza-Jodkę, która wytyczyła nowy szlak na szczyt prowadzący przez lodowiec.